# Mindaugas Timinskas
Mindaugas Timinskas (Šilutė, 28 de março de 1974) é um ex-basquetebolista lituano. 
O jogador que possui 2,00 m de altura conquistou títulos pela Seleção Lituana de Basquetebol, dentre eles a Medalha de Bronze nos Jogos Olímpicos de Verão de 2000 em Sydney.